# Leopold Czaska
Leopold Czaska, né le 17 juin 1978 à Vienne, est un joueur de squash représentant l'Autriche. Il atteint en juillet 2003 la 149e place mondiale sur le circuit international, son meilleur classement. Il est champion d'Autriche à quatre reprises entre 2001 et 2006.

## Palmarès

### Titres
- Championnats d'Autriche: 4 titres (2001-2003, 2006)